# Secreto a voces
Secreto a voces est une émission de télévision chilienne diffusée sur la chaîne de télévision Mega et présentée par Mario Velasco et Karla Constant. Diffusée du lundi au vendredi à midi.

## Animateurs
- Giancarlo Petaccia (2011-2012)
- Pamela Díaz (2012-2014)
- Mario Velasco (2012-2014)
- Karla Constant (2014)

### Animateurs remplacement
- Luis Jara (2011) (émission 15)
- José Miguel Viñuela (2011) (émissions 16 et 23)
- Mario Velasco (2012)
- Pamela Le Roy (2012)
- Alejandra Valle (2013)

## Panélistes
- Constanza Roberts (2011)
- Eduardo Bonvallet (2011)
- Vanessa Miller (2011)
- Vasco Moulian (2011)
- Rubén Selman (2011-2012)
- Ricardo Cantín (2011-2012)
- Rocío Marengo (2011-2012)
- Gonzalo Cáceres (2012)
- Katherine Bodis (2012)
- Mario Velasco (2012)
- María Luisa Cordero (2012)
- Pamela Díaz (2011-2012)
- Andrés Mendoza (2011-2012)
- Esteban Morais (2012-2013)
- Yamna Lobos (2012-2013)
- Catalina Palacios (2013)
- Yulissa del Pino (2013)
- Pamela Le Roy (2011-2013)
- Alejandra Valle (2012-2013)
- Savka Pollak (2013-2014)
- Javiera Suárez (2012-2014)
- Andrés Baile (2012-2014)
- Patricia Maldonado (2011-2012, 2014)
- Pablo Zuñiga (2012-2014)
- Paula Escobar (2014)
- Manuel González (2014)
- Margarita Hantke (2014)

## Journalistes et reporters

### Journalistes
- Yiro Gatica
- Carolina Gatica
- Valeria Uberuaga
- Maria Ignacia Rocha
- Daniela Aliste
- Gerald Paredes
- Karina Pichara
- Carolina Rojas

### Reporters
- Francisco Kaminski (2012)

## Production
- Réalisateur : Mauro Caro
- Producteur exécutif : Gonzalo Cordero
- Producteur général : Rodolfo Saavedra
- Éditeur journalistique : Clara Tapia
  - Ancien éditeur journalistique : Andrés Mendoza
- Journalistes : Yiro Gatica / Carolina Cuevas / Valeria Uberuaga / Maria Ignacia Rocha / Daniela Aliste / Gerald Paredes
- Production journalistique : Isabel Cabrera
  - Ancien production journalistique : Macarena Retamal